# James Baldwin
James Arthur Baldwin, ameriški revolucionarni intelektualec, esejist in pisatelj, * 2. avgust 1924, New York, † 1. december 1987, Saint Paul de Vence, Francija.
Med njegovimi deli izstopajo Notes of a Native Son, Pojdi in povej na gori ter Giovannijeva soba. Bil je predan ideji rasne pravičnosti, medrasne politične enakosti in ekonomske demokracije.

## Življenjepis
James Arthur Baldwin se je rodil 2. avgusta 1924 v porodnišnici Harlem v New Yorku. Ime njegovega očeta ni znano, mati Emma Berdis Jones pa se je leta 1927 poročila z baptističnim duhovnikom po imenu David Baldwin. Kljub težavnemu odnosu s strogim in vernim očimom, je James v zgodnjih najstniških letih sledil njegovim stopinjam. Od 14. do 16. leta je služil kot mladinski duhovnik v binkoštni cerkvi v Harlemu.
V letih, ko je delal kot duhovnik, je James razvil ljubezen do branja in velik talent za pisanje. V njegovih delih je lahko opaziti vpliv jezika Cerkve in Svetega pisma na Baldwinov slog pisanja, bolj natančno na njegove kadence in ton. Leta 1941 je pustil šolo in se zaposlil na železnici v New Jerseyu. V tem času je bil pogosto žrtev diskriminacije, saj so ga zavračali v restavracijah, barih in na delovnem mestu. 
Po smrti Baldwinovega očima se je pisatelj preselil v Greenwich Village. Tam se je spoprijateljil s pisateljem Richardom Wrightom, ki mu je leta 1945 pomagal pridobiti štipendijo. Baldwin je začel objavljati eseje in kratke zgodbe v nacionalnih periodičnih publikacijah, kot so The Nation, Partisan Review in Commentary.

### Selitev v Francijo
Tri leta pozneje je Baldwin dramatično spremenil svoje življenje in se preselil v Pariz. Sprememba lokacije je Baldwina osvobodila, da je pisal več o svojem osebnem in rasnem ozadju. Ta selitev je zaznamovala začetek njegovega življenja "čezatlantskega potnika", ki je svoj čas delil med Francijo in ZDA.
Med svojim bivanjem v Parizu je napisal številne članke za revijo Zero. Že leto kasneje se je Baldwin umaknil v majhno vasico v Švici, da bi dokončal svoj prvi roman. Pojdi in povej na gori (Go Tell It on the Mountain), objavljen leta 1953, je avtobiografsko delo o odraščanju v Harlemu.
V naslednjih desetih letih se je Baldwin preselil iz Pariza v New York in nato v Carigrad, kjer je napisal dve knjigi esejev Notes of a Native Son (1955) in Nobody Knows My Name (1961) ter romana Giovannijeva soba (Giovanni's room, 1956) in Druga država (Another country, 1962). Eseji obravnavajo temi homoseksualnosti in medrasnih odnosov z zgovornostjo in neprimerljivo iskrenostjo. Z opisovanjem življenja, kot ga je poznal, je Baldwin ustvaril družbeno relevantno in psihološko prodorno literaturo.
V zgodnjih šestdesetih letih se je Baldwin, ki ga je prevzel občutek odgovornosti, vrnil v ZDA in sodeloval v gibanju za državljanske pravice. Na potovanju po jugu je začel pisati knjigo o črnski identiteti in stanju rasnega boja Drugič ogenj (The Fire Next Time, 1963). Knjiga je postala uspešnica in Baldwina postavila na naslovnico revije TIME. Za mnoge je Baldwinov odločni poziv k človeški enakosti in bistveni glas v gibanju za državljanske pravice. Čeprav so ga mnogi kritizirali zaradi pisateljevega pacifističnega stališča, je Baldwin ostal pomembna osebnost v tem boju do konca šestdesetih let.
Po atentatih na njegove prijatelje Medgarja Eversa, Martina Luthra Kinga mlajšega in Malcolma X se je Baldwin vrnil v St. Paul de Vence v Franciji, kjer je delal na knjigi Šepet nežne ulice (If Beale Street Could Talk, 1974). V zadnjih desetih letih svojega življenja je ustvaril številna leposlovna, neleposlovna in pesniška dela. Obrnil se je tudi k poučevanju kot novemu načinu povezovanja z mladimi.
James Baldwin je umrl 1. decembra 1987 (star 63 let) v svojem domu v francoskem mestu Saint-Paul-de-Vence. Umrl je za želodčnim rakom, pokopan je bil v Hartsdaleu, New York.

## Pomembna dela

### Pojdi in povej na gori
Roman Pojdi in povej na gori (Go Tell It On The Mountain), prvič objavljen leta 1953, je Baldwinovo prvo pomembnejše delo, delno avtobiografski roman, ki velja za ameriško klasiko. Pisatelj mojstersko prepleta temeljne teme, ki so: religija, rasna neenakost, seksualna usmerjenost, družina in položaj žensk v družbi. Leta 1998 je založba Modern Library Pojdi in povej na gori uvrstila na 39. mesto seznama 100 najboljših romanov 20. stoletja v angleškem jeziku. Publikacija Time magazine ga je uvrstila na seznam 100 najboljših romanov v angleškem jeziku, ki so izšli med letoma 1923 in 2005. Leta 1984 je ameriško radiotelevizijsko omrežje Public Broadcasting Service po knjižni predlogi posnelo film. Baldwin je za časopis The New York Times povedal: »Sem zelo, zelo zadovoljen... film ni izdal knjige.«
Roman pripoveduje življenjsko zgodbo Johna Grimesa, inteligentnega najstnika, ki je živel v Harlemu v 30. letih dvajsetega stoletja, ter o njegovem odnosu z družino in cerkvijo. Roman razkriva tudi zgodbe Johnove matere, njegovega biološkega očeta in nasilnega verskega fanatika Gabriela Grimesa, ki postane Johnov očim. Opisuje pomen binkoštne cerkve v življenju Afroameričanov. Cerkev je predstavljena kot vir zatiranja in moralno pokvarjeno, po drugi strani pa prikazuje kako ta povezuje črnsko skupnost.

### Notes of a native son
Knjiga “Notes of a native son” je razdeljena na tri dele. Prvi del se ukvarja s tematiko temnopoltega človeka kot umetnika. Drugi del opisuje življenje temnopoltih v Ameriki. V tem delu najdemo enega najpomembnejših Baldwinovih esejev z istoimenskim naslovom “Notes of a native son”. V tretjem in zadnjem delu pa je predstavljena podoba ameriškega izseljenca in njegova perspektiva na ameriško družbo zunaj ameriških mej.
Eseji, zbrani v knjigi Notes of a native son, so nastali v štiridesetih in zgodnjih petdesetih letih 20. stoletja, ko je bil Baldwin star komaj dvajset let, in prikazujejo življenje in miselnost črncev ob začetku gibanja za državljanske pravice in v času, ko je gibanje počasi pridobivalo na moči. Baldwin piše kot umetnik, aktivist in družbeni kritik ter raziskuje zapleten položaj temnopoltega človeka v Ameriki. Bil je eden redkih, ki je v tistem času pisal o rasni problematiki in jo obravnaval z močno mešanico ogorčenja nad hudim fizičnim in političnim nasiljem nad temnopoltimi državljani ter zmernim razumevanjem njihovih zatiralcev, kar je pomagalo prebuditi belo občinstvo, da se je zavedalo krivic, ki so jih imeli pod nosom. Ta kombinacija drzne kritike in nekonvencionalne empatije do belih bralcev je Baldwinu prinesla tako obsodbe kot pohvale.

### Giovannijeva soba
Roman Giovannijeva soba (Giovanni's Room), objavljen leta 1956, govori o tem, kako se mladi Američan v izseljenstvu v Parizu ne more sprijazniti s svojo spolnostjo.
Zgodba v ospredje postavlja Davida, ki po enkratni homoseksualni izkušnji v mladosti zatira svojo pravo seksualnost. Kasneje se iz Amerike preseli v Pariz, kjer spozna Hello. V njo se zaljubi in ji predlaga poroko. Medtem, ko ona na potovanju po Španiji razmišlja o njegovi ponudbi, ima David afero z italijanskim natakarjem Giovannijem. David še vedno ne more uskladiti homoseksualnosti z življenjem, kot si ga zamišlja zase. Ko se Hella vrne iz Šanije, David Giovannija zapusti. To Giovannija močno prizadane, zato se zateče k prostituciji in zagreši umor, zaradi katerega ga obsodijo na usmrtitev z giljotino.
Kot je Baldwin pojasnil v intervjuju leta 1980, je zgodba nastala na podlagi natančnega opazovanja in izkušenj. Pisal je o življenjih ljudi, ki jih je srečal: ''Srečali smo se v baru, za mizo je sedel svetlolasi Francoz, ki nam je kupil pijačo. Dva ali tri dni pozneje sem njegov obraz videl na naslovnicah pariškega časopisa. Bil je aretiran in pozneje obsojen na giljotino”. V tem intervjuju je Baldwin tudi izjavil, da njegova knjiga ne govori toliko o homoseksualnosti, ampak o strahu pred tem, da ne moreš nikogar ljubiti. Ker se je roman Pojdi in povej na gori ukvarjal z afroameriško izkušnjo, je Baldwinove urednike presenetilo, da so vsi liki v romani belci.

## Dela

### Novele
- 1953. Go Tell It on the Mountain
- 1956. Giovanni's Room
- 1962. Another Country
- 1968. Tell Me How Long the Train's Been Gone
- 1974. If Beale Street Could Talk
- 1979. Just Above My Head

### Eseji in kratke zgodbe
Številni Baldwinovi eseji in kratke zgodbe so bili prvič objavljeni v zbirkah. Drugi pa so bili sprva objavljeni posamično in šele pozneje vključeni v Baldwinove zbirke. To so:
- 1949. Everybody's Protest Novel
- 1953. Stranger in the Village
- 1954. Gide as Husband and Homosexual.
- 1956. Faulkner and Desegregation.
- 1957. Sonny's Blues
- 1957. Princes and Powers
- 1958. The Hard Kind of Courage
- 1959. The Discovery of What It Means to Be an American
- 1959. Nobody Knows My Name: A Letter from the South
- 1960. Fifth Avenue, Uptown: A Letter from Harlem
- 1960. The Precarious Vogue of Ingmar Bergman
- 1961. A Negro Assays the Negro Mood
- 1961. The Survival of Richard Wright.
- 1961. Richard Wright
- 1962. Letter from a Region of My Mind
- 1962. My Dungeon Shook
- 1963. A Talk to Teachers
- 1967. Negroes Are Anti-Semitic Because They're Anti-White
- 1976. The Devil Finds Work

### Zbirke:
- 1955. Notes of a Native Son
- 1961. Nobody Knows My Name: More Notes of a Native Son
- 1963. The Fire Next Time
- 1965. Going to Meet the Man
- 1972. No Name in the Street
- 1983. Jimmy's Blues
- 1985. The Evidence of Things Not Seen
- 1985. The Price of the Ticket
- 2010. The Cross of Redemption: Uncollected Writings

### Dela v sodelovanju z drugimi avtorji:
- 1964. Nothing Personal
- 1971. A Rap on Race
- 1971. A Passenger from the West
- 1972. One Day When I Was Lost
- 1973. A Dialogue
- 1976. Little Man Little Man: A Story of Childhood
- 2004. Native Sons